# Cécile Nowak
Pour les articles homonymes, voir Nowak.
Cécile Nowak, née le 22 avril 1967 à Valenciennes, est une judoka française d'origine polonaise. Elle combat dans la catégorie des moins de 48 kg, catégorie dans laquelle elle reporte la médialle d'or aux Jeux olympiques de 1992 à Barcelone (Espagne)   puis de moins de 52 kg.
Elle a  été nommée au grade de 8e dan de judo en 2022.

## Biographie

### Famille
Cécile Nowak est née dans une famille de mineurs. Son père était ouvrier pour les Houillères du Bassin du Nord et du Pas-de-Calais et son grand-père avait émigré lors de la vague massive 1920-1930 de Westphalie  en France pour travailler dans une compagnie minière.
Elle est mariée depuis 1994 à l'ancien boxeur Aldo Grosso et la mère de deux garçons  Nicola et Enzo (footballeur dans plusieurs clubs de niveau national puis entraineur de jeunes au LOSC)

### Sportif
Cécile Nowak débute le judo au Judo Club du Parc à Saint-Amand-les-Eaux, dirigé par Pierre Beaury.
En 1991 à Barcelone elle est championne du monde dans la catégorie des moins de 48 kg. Puis en 1992 championne olympique dans la même ville. Entre 1989 et 1992 elle est également quatre fois championne d'Europe.
Sa biographie a été relatée dans l'ouvrage de JP Guilbert (Jeux en Nord-pas-de-calais, histoire des médailles olympiques, Edition Les Lumières de Lille) et dans le journal régional "Sport régions" n°19 en décembre 2017.

### Engagements
Après sa carrière, elle a fait partie de l'équipe d'entraîneurs de l'Équipe de France. Elle entraîne le pôle espoir de Tourcoing à partir de septembre 2004, prenant en charge de jeunes talents du judo, des cadets aux juniors.
Un temps engagée auprès du maire de Pontault-Combault lorsqu’elle vivait en région parisienne , la Nordiste fait aussi partie des comités de soutien de Lionel Jospin et de François Hollande lors des présidentielles de 2002 et 2012.
Revenue s’établir à Saint-Amand en 2004, la championne olympique devient pendant quelques années consultante sur la chaîne L’Équipe et RMC, tout en menant de front ses activités à la fédération de judo dans la région. Voulant  participer à la vie de la ville de Saint-Amand, elle a été élue adjointe aux sports lors des élections municipales de 2020 avec le double projet de créer une arena, (projet qui a été présenté lors du conseil municipal du 28 septembre 2023) et devenir une base arrière des Jo de Paris 2024.

## Palmarès

### Jeux olympiques
- Jeux olympiques de 1992 à Barcelone (Espagne) :
  -  Médaille d'or dans la catégorie des poids super-légers (-48 kg).

### Championnats du monde
- Championnats du monde 1991 à Barcelone (Espagne) :
  -  Médaille d'or dans la catégorie des poids super-légers (-48 kg).
- Championnats du monde 1993 à Hamilton (Canada) :
  -  Médaille de bronze dans la catégorie des poids mi-légers (-52 kg).
- Championnats du monde 1989 à Belgrade (Yougoslavie) :
  -  Médaille de bronze dans la catégorie des poids super-légers (-48 kg).

### Championnats d'Europe
Individuel :
| Chpts d'Europe              | 1989 | 1990 | 1991 | 1992 | 1993 |
| --------------------------- | ---- | ---- | ---- | ---- | ---- |
| poids super-légers (-48 kg) | 1re  | 1re  | 1re  | 1re  |      |
| poids mi-légers (-52 kg)    |      |      |      |      | 2e   |

Equipe :
- 3 titres de championne d'Europe par équipe (1991, 1992 et 1993)

### Autres
- Tournoi de Paris
  - victorieuse en 1989, 1990, 1991 et 1993
- Championnat de France
  - victorieuse en 1993 (-52 kg)